# Мексиканский сокол
Мексиканский сокол, или луговой балобан (лат. Falco mexicanus) — вид хищных птиц рода соколов.
Монотипичный вид. Относится к группе больших соколов, наряду с кречетом, балобаном, ланнером и лаггаром. Как и другие птицы этой группы предпочитает открытые местообитания, гнездится на карнизах скал, на земле и в брошенных гнёздах других птиц.
Длина птицы около 40 см, размах крыльев до 1 м, вес около 720 г. Основу питания составляют млекопитающие (зайцы, суслики, луговые собачки и др.), птицы (голуби, жаворонки и др.), ящерицы (чаквелла, пустынная игуана и др.).
Обитает в прериях, полупустынях и пустынях в США, на севере Мексики и юге Канады. Гнездящиеся в северных районах ареала птицы перелетные, на юге — оседлые.
В США мексиканский сокол используется для соколиной охоты.